# NGC 1282
NGC 1282 este o galaxie eliptică situată în constelația Perseu. A fost descoperită în 23 octombrie 1884 de către Guillaume Bigourdan⁠(d). Se află la o distanță de 52,48 de megaparseci de Pământ.